# Phường chèo xám lớn
Phường chèo xám lớn (danh pháp hai phần: Coracina macei) là một loài chim trong họ Campephagidae.
Loài này được tìm thấy trong tiểu lục địa Ấn Độ và Đông Nam Á. Chúng chủ yếu ăn côn trùng và thường chỉ bay trên các tán rừng.

## Phân loài

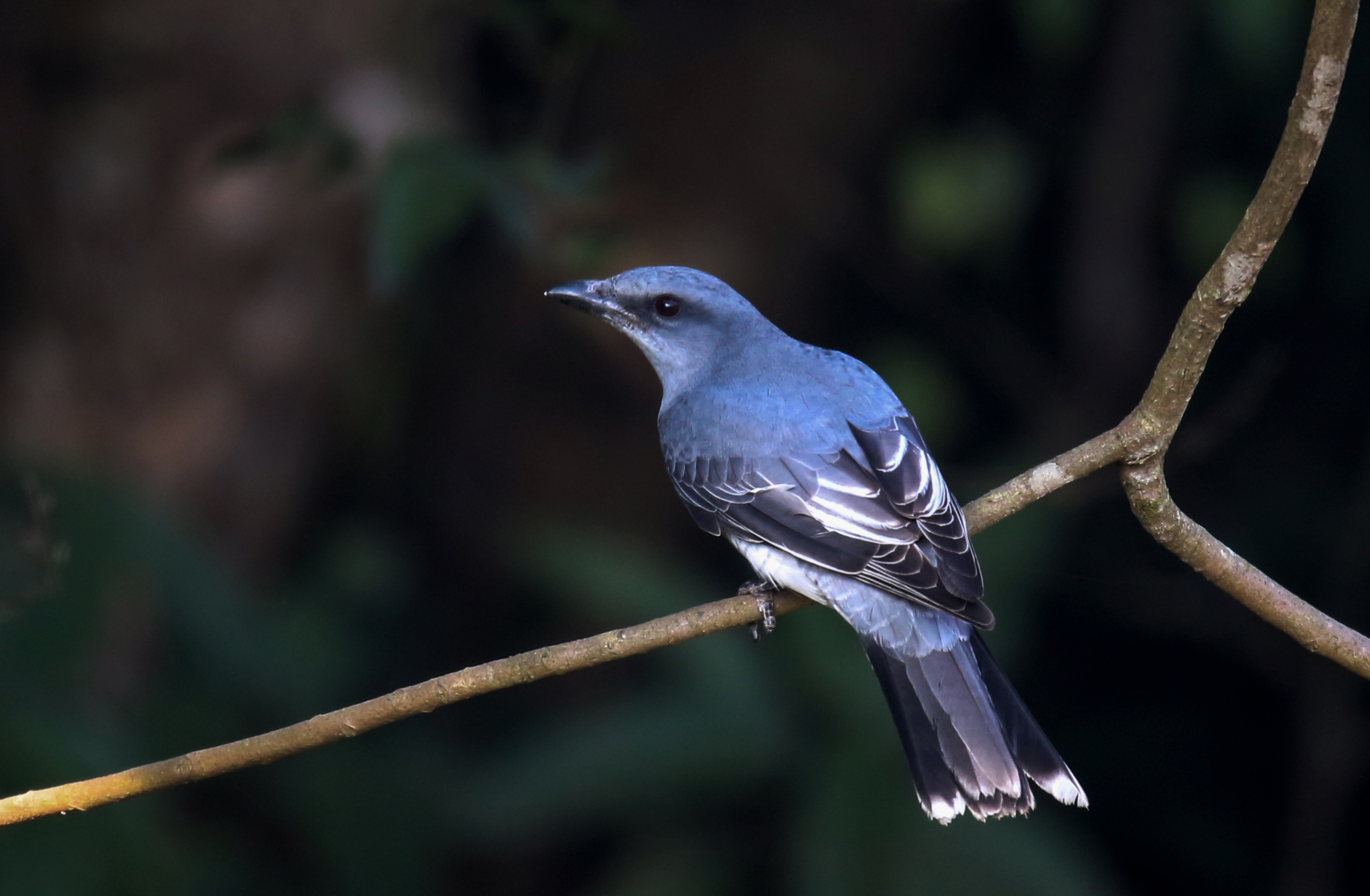

- C. m. nipalensis (Hodgson, 1836): Himalaya.
- C. m. macei (Lesson, R, 1831): Trung và nam Ấn Độ.
- C. m. layardi (Blyth, 1866): Sri Lanka.
- C. m. andamana (Neumann, 1915): Quần đảo Andaman (phía tây miền nam Myanmar).
- C. m. rexpineti (Swinhoe, 1863): Đông nam Trung Quốc, Đài Loan, bắc Lào và bắc Việt Nam.
- C. m. larvivora (Hartert, 1910): Trung Quốc (Hải Nam).
- C. m. siamensis (Baker, ECS, 1918): Myanmar và miền nam Trung Quốc tới miền nam Đông Dương.
- C. m. larutensis (Sharpe, 1887): Bán đảo Mã Lai.

## Hình ảnh

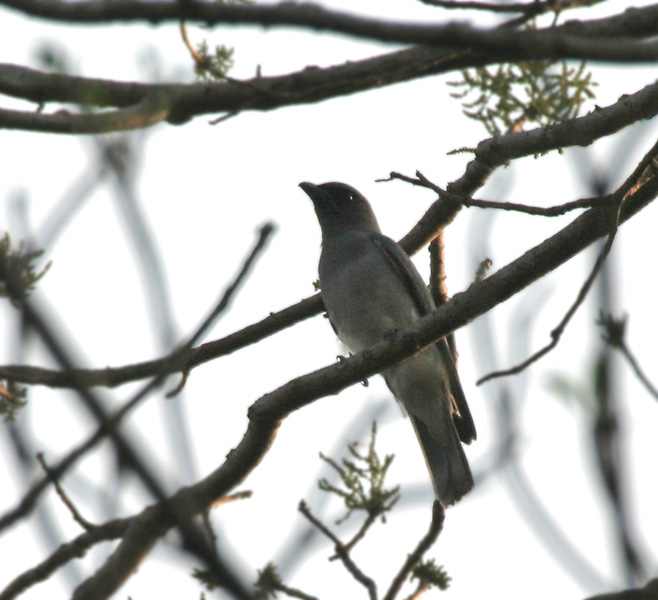
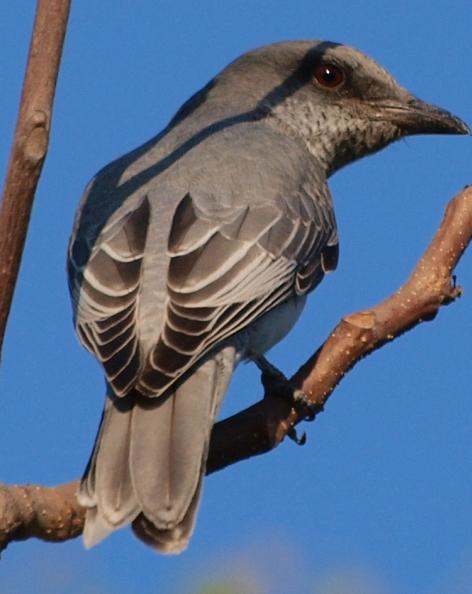
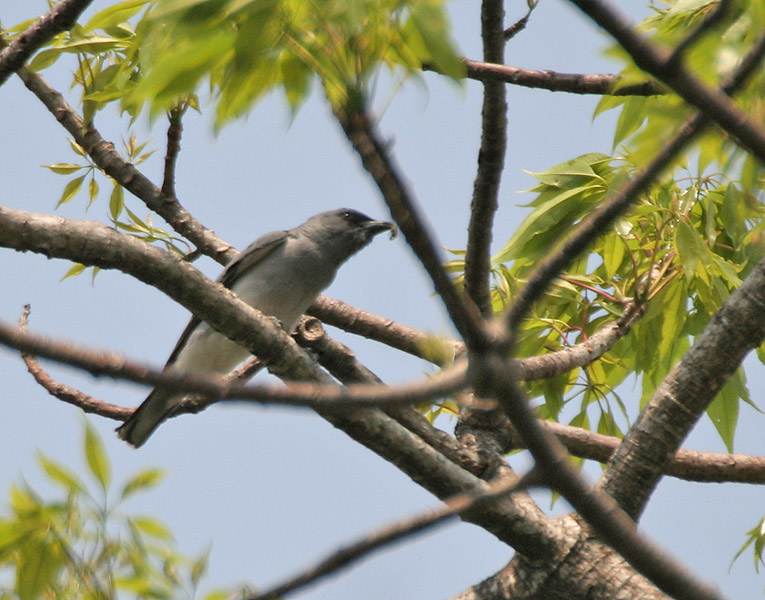
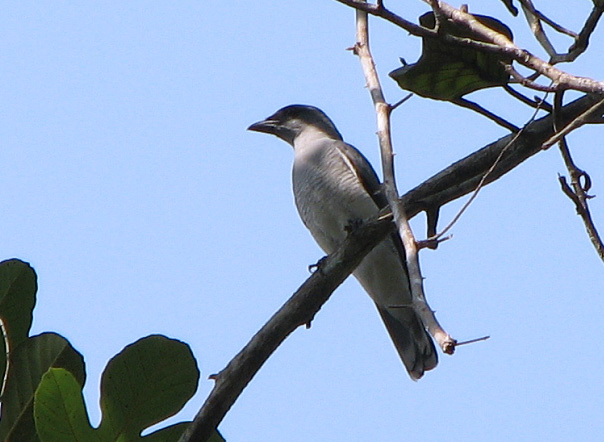